# Veldschuur
Veldschuur (Limburgs: De Veldsjuur) is een gehucht van Meers gelegen in de gemeente Stein in Zuid-Limburg (Nederland).
Het gehucht is gelegen op het eiland dat gevormd wordt door de Maas en het Julianakanaal ten zuiden van Maasband. In 2003 telde het gehucht 80 inwoners.
De naam is afkomstig van een vrijstaande graanschuur in het veld. Waarschijnlijk was deze in vakwerk opgetrokken vanwege de verplaatsbaarheid. Op de Tranchotkaart bestaat het gehucht, aangegeven als Velsur, uit twee huizen links en rechts van de weg van Stein naar Meers. Tegenwoordig wordt de plaats aangegeven met een wit plaatsnaambord.
Dorpen: Berg aan de Maas · Elsloo · Meers · Stein · Urmond

Buurtschappen, gehuchten en wijken: Catsop · De Weert · Kerensheide · Kleine Meers · Maasband · Nattenhoven · Nieuwdorp · Oud-Stein · Oud-Urmond · Stein-Centrum · Terhagen · Urmond-Oost · Veldschuur

Limburg: Steden en dorpen      Nederland: Provincies · Gemeenten